# Temple protestant d'Hargicourt (Aisne)
Le temple protestant d'Hargicourt est un lieu de culte situé sur le territoire de la commune d'Hargicourt, au nord-ouest du département de l'Aisne. La paroisse est membre de l'Église protestante unie de France.

## Historique
Au lieu-dit « La Boîte à Cailloux », une ancienne carrière de pierre, à la fin du XVIIe siècle, après la révocation de l'édit de Nantes, les protestants des villages environnants tinrent des réunions appelées « assemblées du désert » car ce vallon était situé à l'écart des agglomérations. En 1691, le pasteur Jean Gardien Givry y vint prêcher devant 500 personnes, de 21 h à minuit, à la lueur des chandelles. Le culte y fut célébré jusqu’à la Révolution française.
En 1934, la Société de l'histoire du protestantisme français fit construire une stèle commémorative in situ.

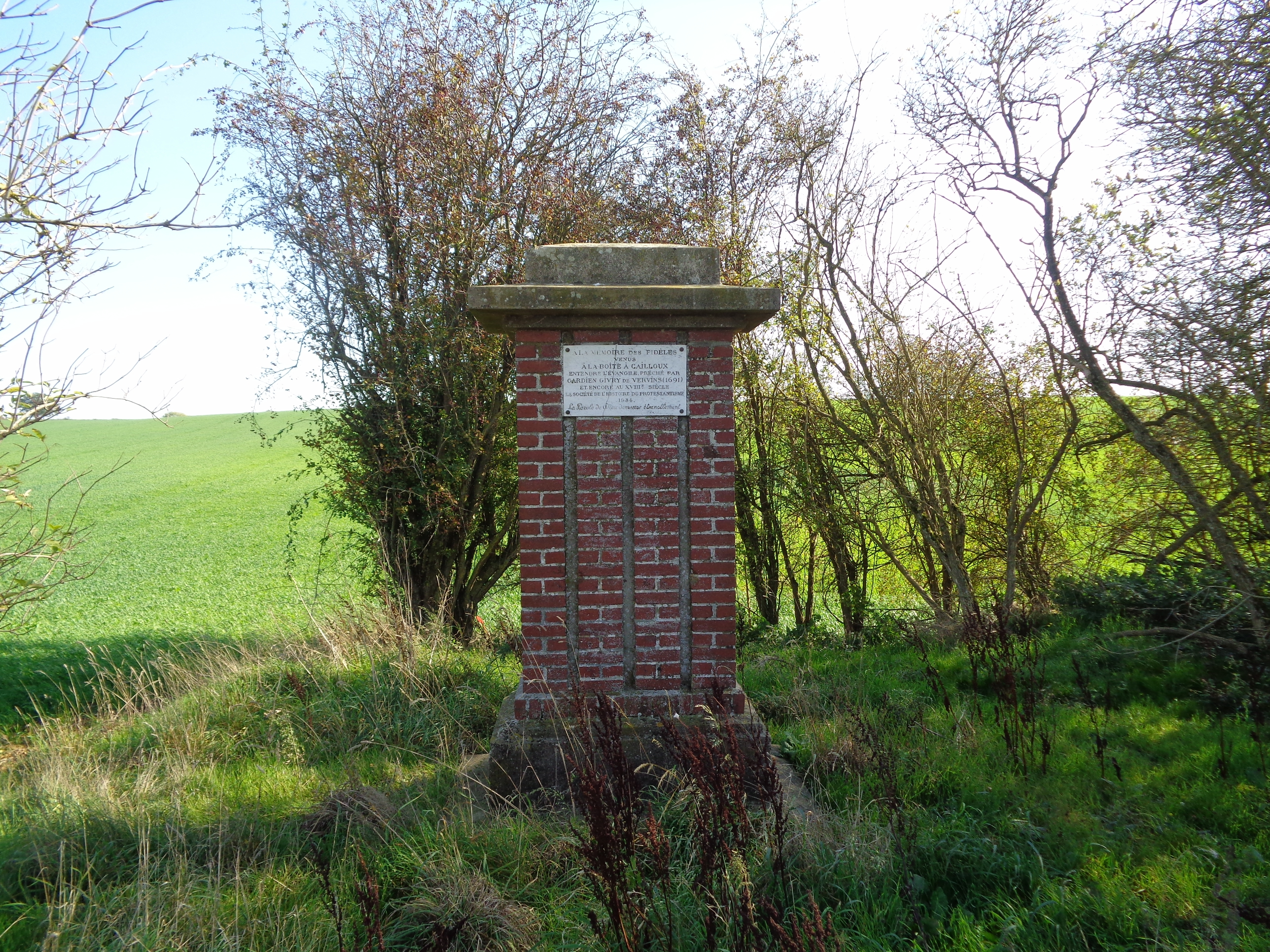
La stèle de la Boîte à Cailloux en 2017.
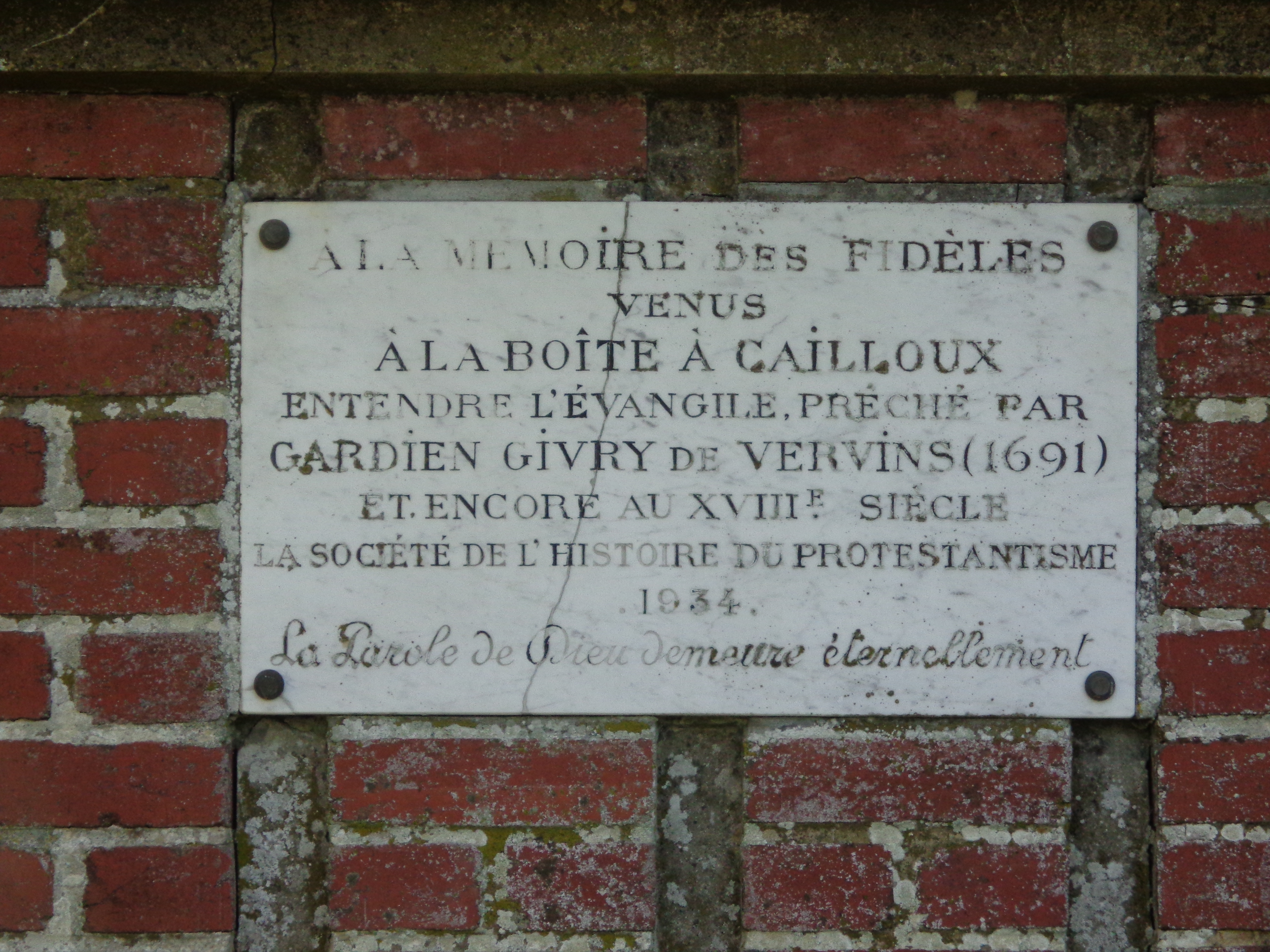
Plaque commémorative sur la stèle.
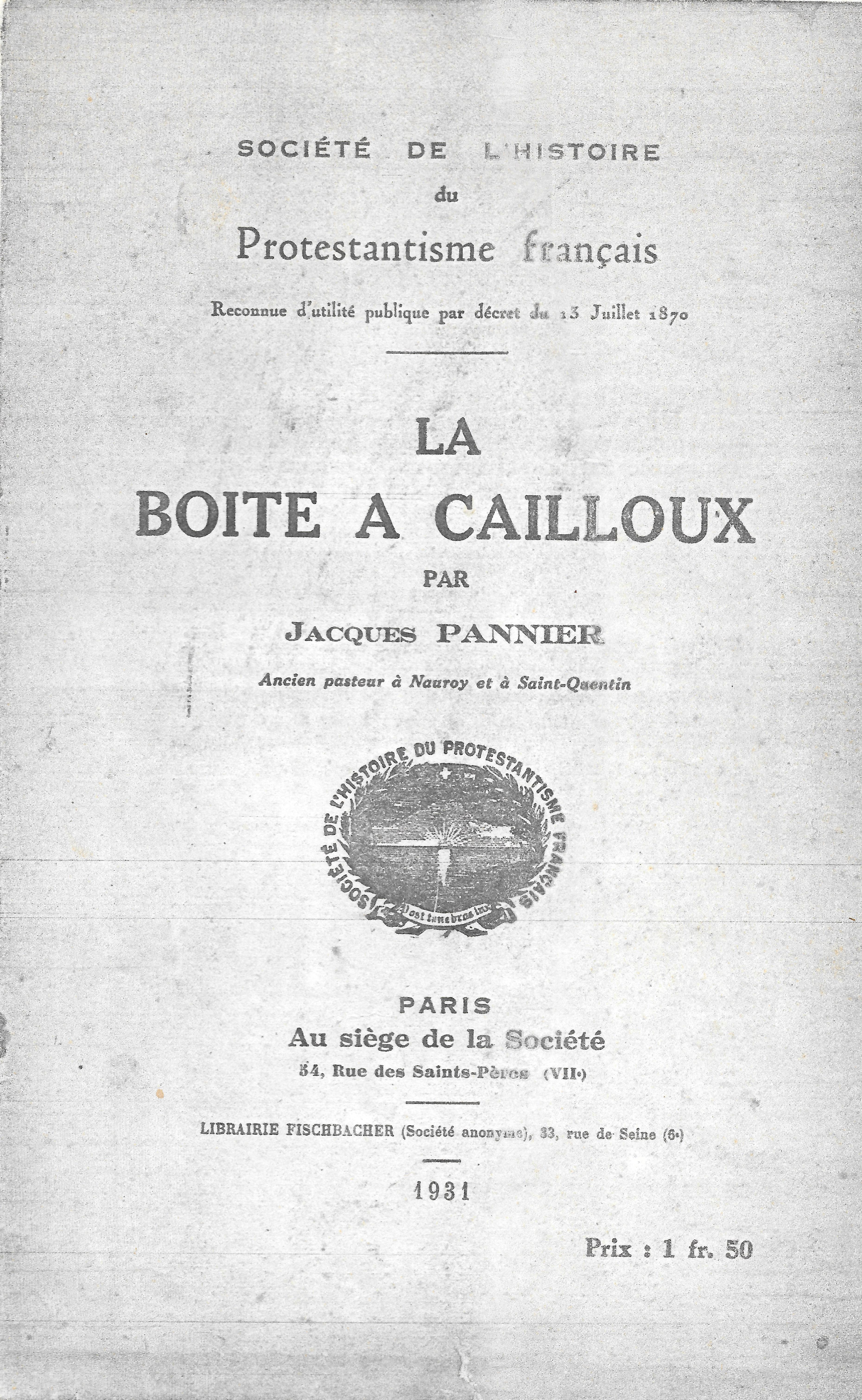
Plaquette éditée en 1931 lors de l'érection de la stèle.
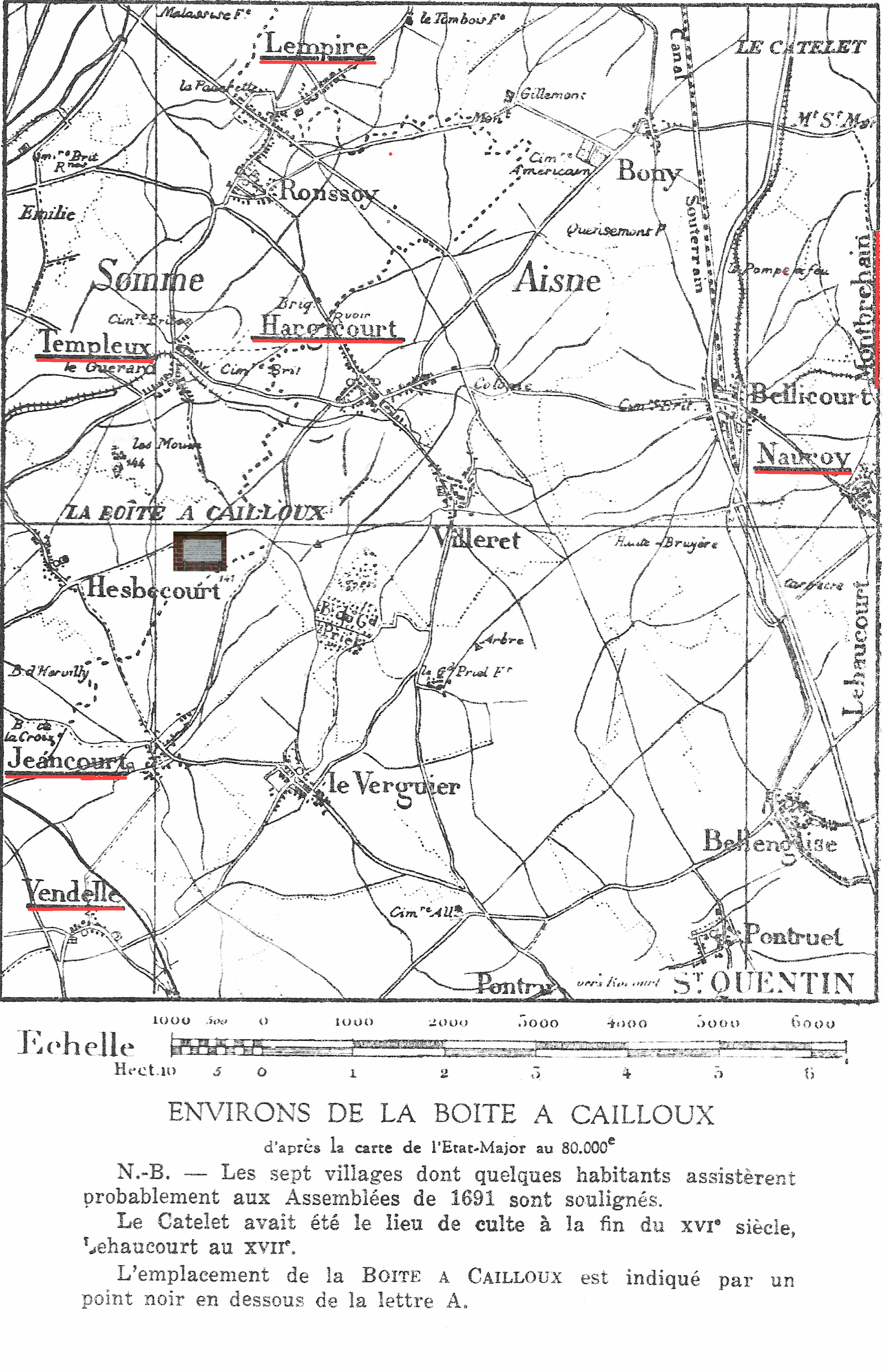
Plan des 7 villages.

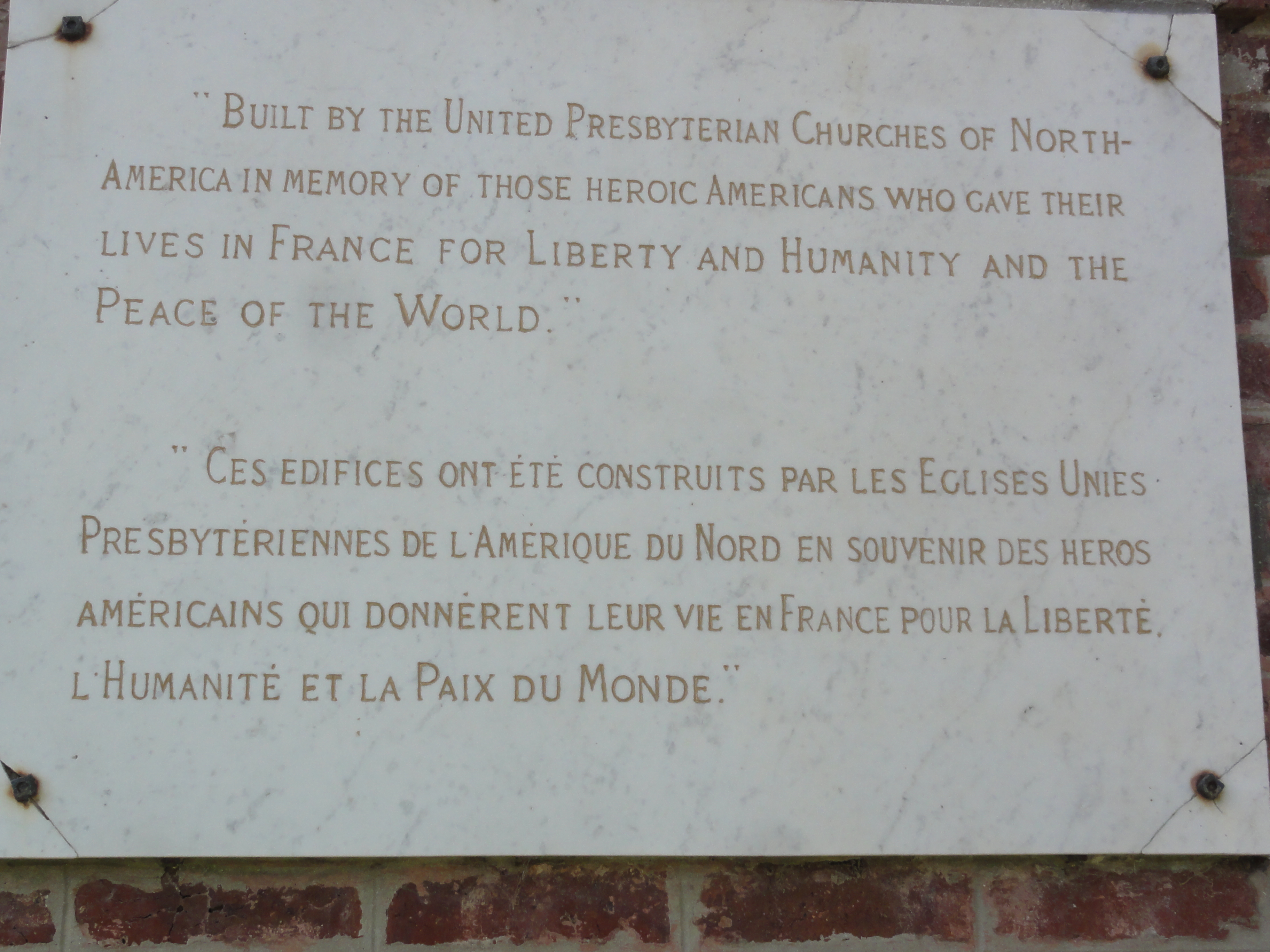

En 1897, Le temple d'Hargicourt possédait un portail monumental surmonté d’un clocher dominant les environs. Il portait l’inscription : « Je suis le Rédempteur ». Ce temple fut détruit, en 1917, au cours de la première Guerre mondiale. Durant l'entre-deux-guerres, un nouveau temple, de taille plus modeste et le presbytère furent reconstruits, en 1928, grâce à la générosité des Églises presbytériennes unies d'Amérique du Nord.
Le cimetière protestant d'Hargicourt possède de très anciennes tombes.

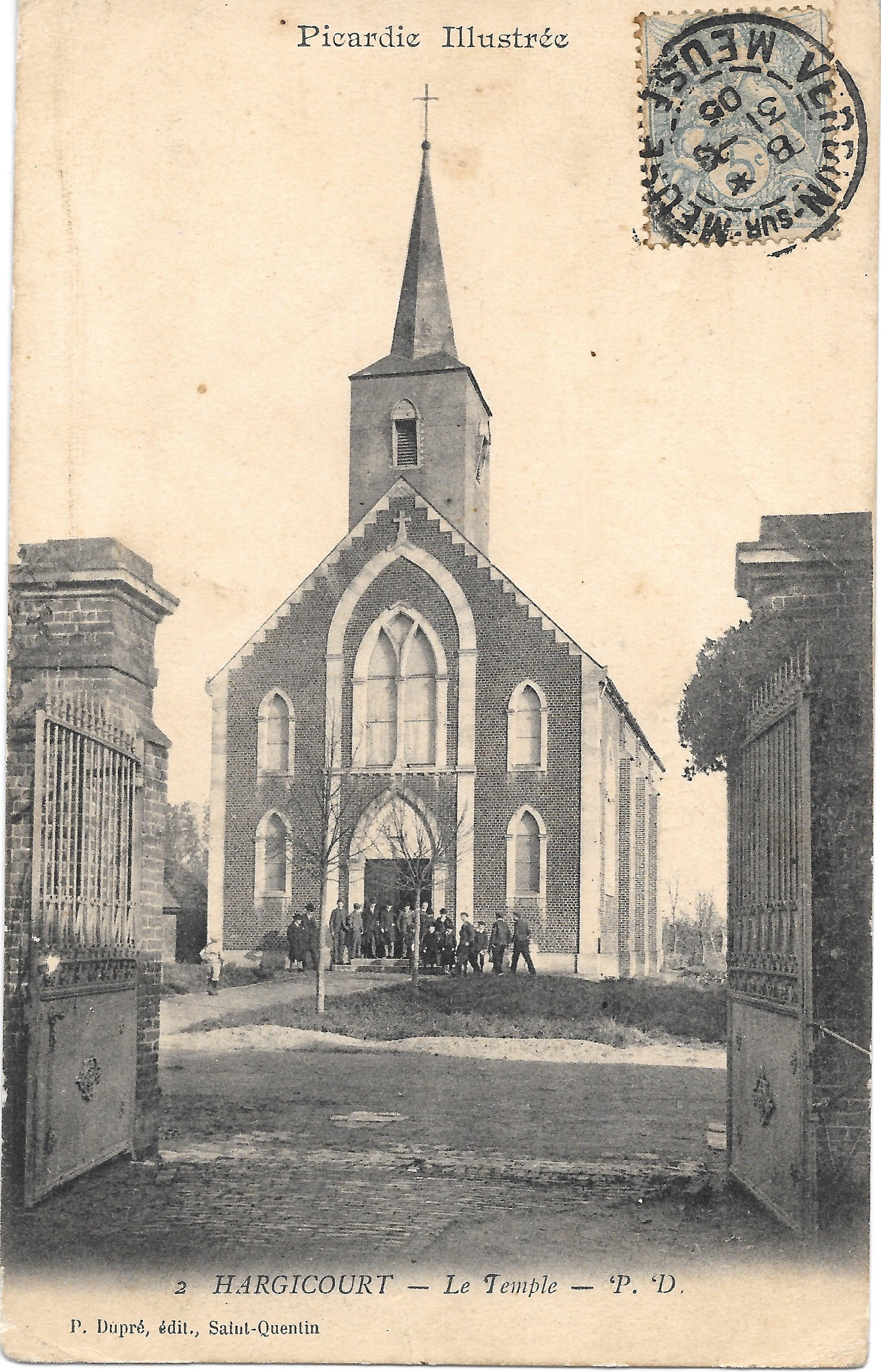
L'ancien temple vers 1906
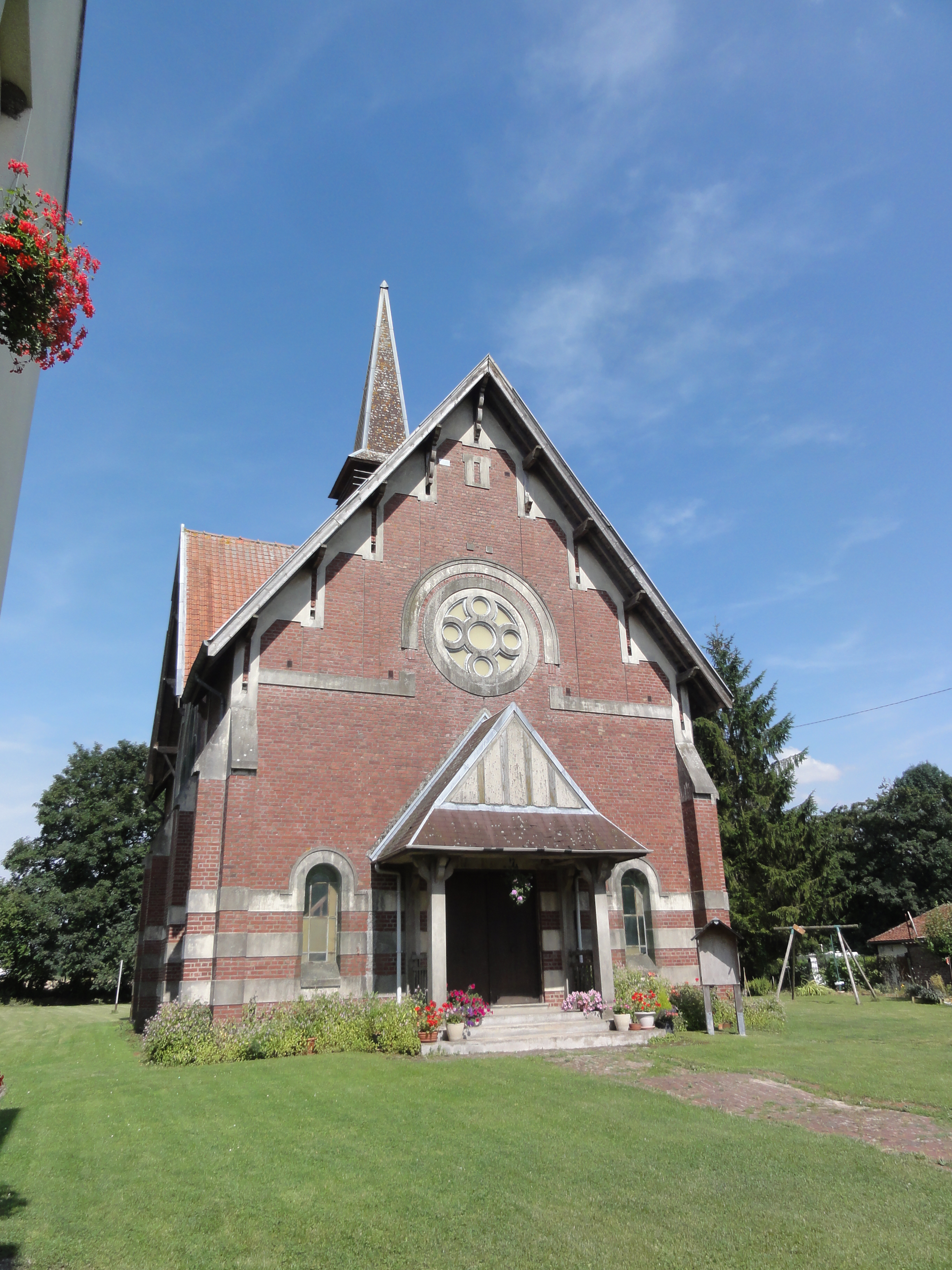
Le temple actuel

## Caractéristiques
Le temple actuel est un édifice construit en brique selon un plan quadrangulaire. Sa façade où alterne dans la partie basse des lits de briques et des lits de pierres est percée d'un portail surmonté d'un auvent couvert d'ardoise.
De chaque côté de ce porche, on distingue une fenêtre aveugle, la rose au-dessus du portail est aveugle également. Un clocher avec un toit en flèche recouvert d'ardoise domine l'édifice, ce qui contraste avec la toiture couverte de tuiles.